# Теофиландия
Теофиландия (порт. Teofilândia)  —  муниципалитет в Бразилии, входит в штат Баия. Составная часть мезорегиона Северо-восток штата Баия. Входит в экономико-статистический микрорегион Серринья. Население составляет 19 602 человека на 2006 год. Занимает площадь 317,982 км². Плотность населения — 61,6 чел./км².

## Статистика
- Валовой внутренний продукт на 2003 год составляет 75 379 952,00 реалов (данные: Бразильский институт географии и статистики).
- Валовой внутренний продукт на душу населения на 2003 год составляет 3772,20 реалов (данные: Бразильский институт географии и статистики).
- Индекс развития человеческого потенциала на 2000 год составляет 0,607 (данные: Программа развития ООН).